# Impact Exciter
Impact Exciter – ósmy album japońskiej piosenkarki Nany Mizuki, wydany 7 lipca 2010. Album został wydany w dwóch edycjach: CD i limitowana CD+DVD. Limitowana wersja CD+DVD zawiera 77-minutowe DVD oraz 48-stronicową książeczkę. Jest to pierwszy album artystki wydany za granicą dzięki współpracy pomiędzy King Records i Gold Typhoon Music na Tajwanie. Tajwańskie wydanie płyty ukazało się 29 października 2010 roku. Utwór Mysterion wykorzystano w czerwcu i lipcu jako zakończenie programu Ha!Ha!Ha! Bakusho Mondai (jap. 爆!爆!爆笑問題) stacji TBS, utwór Koi no yokushiryoku -type EXCITER- użyto w grze Metal Gear Solid: Peace Walker na PSP, a Strobe Cinema wykorzystano w programie radiowym Mizuki Nana no M no Sekai (jap. 水樹奈々のMの世界). Album osiągnął 2 pozycję w rankingu Oricon, sprzedał się w nakładzie 126 175 egzemplarzy.

## Lista utworów

### CD
| Nr  | Tytuł                                                                 | Słowa                                    | Kompozycja        | Aranżacja         | Czas |
| --- | --------------------------------------------------------------------- | ---------------------------------------- | ----------------- | ----------------- | ---- |
| 1.  | "TIME TO IMPACT EXCITER"                                              |                                          | Noriyasu Agematsu | Noriyasu Agematsu | 1:23 |
| 2.  | "NEXT ARCADIA"                                                        | Hibiki                                   | Noriyasu Agematsu | Noriyasu Agematsu | 4:50 |
| 3.  | "Mysterion" (jap. ミュステリオン)                                     | Shihori                                  | Shihori           | Masato Nakayama   | 3:24 |
| 4.  | "Silent Bible"                                                        | Nana Mizuki                              | Haruki Mori       | Daisuke Kikuta    | 4:09 |
| 5.  | "Young Alive!"                                                        | Nana Mizuki                              | Miyake Hirobumi   | Junpei Fujita     | 4:09 |
| 6.  | "SCOOP SCOPE"                                                         | Yūmao                                    | Shin'ya Saitō     | Shin'ya Saitō     | 4:42 |
| 7.  | "DRAGONIA"                                                            | Hibiki                                   | Ryō Takashi       | Junpei Fujita     | 4:11 |
| 8.  | "Mugen" (jap. 夢幻)                                                   | Nana Mizuki                              | Agematsu Noriyasu | Junpei Fujita     | 4:21 |
| 9.  | "Karen Moyō" (jap. 夏恋模様)                                          | Shōko Fujibayashi                        | Yūya Saitō        | Yūya Saitō        | 5:29 |
| 10. | "Koi no yokushiryoku -type EXCITER-" (jap. 恋の抑止力 -type EXCITER-) | Metal Gear Solid Peace Walker sound team | Akihiro Honda     | Daisuke Kikuta    | 4:56 |
| 11. | "PHANTOM MINDS"                                                       | Nana Mizuki                              | Eriko Yoshiki     | Jun Suyama        | 3:42 |
| 12. | "Strobe Cinema" (jap. ストロボシネマ)                                 | Sayuri Katayama                          | Shōgo Ōnishi      | Shōgo Ōnishi      | 4:04 |
| 13. | "Toraware no Babel" (jap. 囚われのBabel)                              | Gorō Matsui                              | Junpei Fujita     | Junpei Fujita     | 4:30 |
| 14. | "Albireo" (jap. アルビレオ)                                           | Nana Mizuki                              | Nana Mizuki       | Hitoshi Fujima    | 3:52 |
| 15. | "Don't be long"                                                       | Toshirō Yabuki                           | Toshirō Yabuki    | Toshirō Yabuki    | 4:40 |
| 16. | "7 lipca" (jap. 7月7日 Shichigatsu Nanoka)                            | Nana Mizuki                              | Mika Agematsu     | Hitoshi Fujima    | 5:44 |

### DVD
MIZUKI ACADEMY
1. [Lesson 1: Eigo] NANA IN LONDON <ULTIMATE DIAMOND SHOOTING MOVIE>
2. [Lesson 2: Taiiku] Ehime Mandarin Pirate Shikyūshiki @ Niihama Shiei Kyūjō (jap. Lesson 2：体育 愛媛マンダリンパイレーツ始球式＠新居浜市営球場)
3. [Lesson 3: Shakai] Minetopia Besshi Shakaika Kengaku (jap. Lesson 3：社会 マイントピア別子 社会科見学)
4. [Lesson 4: Kagaku] Nippon Kagaku Miraikan Kagaku Kengaku (jap. Lesson 4：科学 日本科学未来館 科学見学)
5. [Lesson 5: Kateika] Nana-sensei no Oryōri Chasse! (jap. Lesson 5：家庭科 奈々先生のお料理シャッス！)
6. [Lesson 6: Dance] Furitsuke MUSIC VIDEO "Koi no Yokushiryoku -type EXCITER-" (jap. Lesson 6：ダンス 振付MUSIC VIDEO『恋の抑止力-type EXCITER-』)
7. [Lesson 7: Kokugo] Sakushi Laisetsu & MUSIC VIDEO "7-gatsu 7-ka" (jap. Lesson 7：国語 作詞解説＆MUSIC VIDEO『7月7日』)